# Nizāmābād (ort i Indien, Uttar Pradesh)
Nizāmābād är en ort i Indien.   Den ligger i distriktet Āzamgarh och delstaten Uttar Pradesh, i den nordöstra delen av landet, 600 km sydost om huvudstaden New Delhi. Nizāmābād ligger 86 meter över havet och antalet invånare är 13 895.
Terrängen runt Nizāmābād är mycket platt. Runt Nizāmābād är det mycket tätbefolkat, med 1 411 invånare per kvadratkilometer. Närmaste större samhälle är Azamgarh, 12,7 km öster om Nizāmābād. Trakten runt Nizāmābād består till största delen av jordbruksmark.